# Tom Clancy's Ghost Recon: Shadow Wars
Tom Clancy's Ghost Recon: Shadow Wars es un videojuego basado en la jugabilidad táctica por turnos para el Nintendo 3DS. Fue desarrollado por el estudio de Ubisof Sofia, bajo la dirección creativa de Julian Gollop, y publicado por Ubisoft en el 2011. El juego proviene de la saga de Ghost Recon, que es parte de los juegos de Tom Clancy. Las primeras imágenes del videojuego fueron filtradas por IGN en el 2010. El videojuego fue lanzado como título de lanzamiento de la nueva consola de Nintendo el 25 de marzo de 2011 en Europa, el 27 de marzo en Norteamérica y el 31 de marzo en Australia. Más tarde fue lanzado en Japón el 19 de mayo de 2011.

## Jugabilidad
El sistema de batalla es similar a otros videojuegos tácticos por turnos, tales como Advance Wars y Fire Emblem, pero la elevación y portada juegan un papel táctico y crítico, además de que su sistema de apoyo de fuego hace que el sistema de combate sea distintivo. El sistema de batalla es similar a los videojuegos anteriores de Gollop, tales como Rebelstar: Tactical Command y UFO: Enemy Unknown.
Completar objetivos en distintas misiones le otorga al jugador puntos, los cuales pueden ser utilizados para mejorar el rango de cada unidad. Las unidades tienen una estructura de desarrollo predeterminada, las cuales en cada nuevo nivel le conceden al jugador una mezcla de bonificaciones en puntos de vida (HP), nuevas habilidades y equipo alternativo. Además de que los jugadores pueden elegir cuantos puntos gastar en cada unidad.
El videojuego contiene tres diferentes modos:
- Modo Campaña: La campaña para un solo jugador tiene 37 misiones para un total de tiempo de juego de alrededor de 35 a 45 horas, dependiendo del nivel de dificultad seleccionada. El jugador controla un equipo de hasta seis soldados (Ghosts) a lo largo de la campaña, subiéndolos de nivel y mejorando su equipamiento mientras la historia se va desarrollando.
- Misiones de escaramuza: Hay 20 misiones de escaramuza, las cuales son misiones independientes con equipos y despegamientos personalizados.
- Misiones de multijugador: Hay 10 misiones de multijugador, las cuales se pueden jugar en una sola consola 3DS.

El videojuego cuenta con varios personajes con los que se puede jugar:
- Comando: El Comando (Duke) está equipado con un rifle de asalto y con un lanzamisiles de alta tecnología montado en sus hombros. Este personaje es poco efectivo por ser artillería humana, pero es muy movible. Viene en dos tipos: antivehículo o antipersonal.[2]
- Francotirador: El francotirador (Haze) es un especialista de largo alcance. Tiene la opción de elegir entre rifles de francotirador pesados, los cuales tienen una buena penetración de armadura, o rifles de francotirador ligeros, los cuales otorgan una mejor movilidad. Su arma secundaria pueden ser granadas AP o EMP.
- Artillero: El artillero (Richter) está equipado con una arma automática de alta potencia con excelente daño y fuego de respuesta, pero con una maniobrabilidad muy limitada. Tiene la opción de elegir granadas como su arma secundaria.
- Médico: El Médico (Saffron) tiene varias armas de defensa eficaces y una variedad de kits médicos, que incluyen, un 'stim kit', el cual permite a los personajes realizar un segundo movimiento, o un 'boost kit', el cual otorga puntos de poder.
- Explorador: La exploradora o Recon (Banshee) está equipada con un sistema de camuflaje especial que permite prevenir cualquier ataque directo en contra de ella, a menos de que sea descubierta por algún enemigo adyacente. Está equipada con carabinas silenciadas como arma principal y con granadas EMP o con un cuchillo como arma secundaria.
- Ingeniero: El ingeniero (Mint) está equipado con un rifle de asalto como arma principal. Su equipamiento secundario puede ser una torreta desplegable o un dron armado móvil. También puede reparar vehículos y drones.

Además de estos personajes hay otras unidades, las cuales se van uniendo al escuadrón del jugador mientras la historia va desarrollándose, y pueden darte instrucciones durante las misiones.

## Recibimiento
Las opiniones del juego son generalmente favorables. GameRankings le dio al juego una puntuación de 78.88%, mientras que Metacritic le dio 77 de 100. Por otro lado, GameSpot puntuó al juego con 8 de 10, pero llamó a la historia unidimensional. Official Nintendo Magazine elogió la accesibilidad del juego y le dio un 80%. A pesar de todo esto, Anthony Gallegos, de IGN, criticó el componente del multiplicador, la repetitividad de la campaña y los personajes estereotipados, pero argumento que el juego aun así era lo suficientemente divertido como para recomendarlo a los fanes de juegos basados en turnos, terminando puntuando al juego con un 7 de 10.